# Xylophanes fusimacula
Xylophanes fusimacula är en fjärilsart som beskrevs av Felder 1874. Xylophanes fusimacula ingår i släktet Xylophanes och familjen svärmare. Inga underarter finns listade i Catalogue of Life.